# Rosso Levanto
Il marmo rosso di Levanto o, più semplicemente, rosso Levanto è una varietà rossa di marmo estratta nel comune di Levanto, da cui prende il nome, e nei vicini comuni della Riviera spezzina.
Era già utilizzato dai Romani e anche in epoca più recente è stato impiegato per rivestimenti, colonne e pavimenti.

## Origine geologica
Geologicamente si tratta di un'oficalce a fondo rosso che presenta venature bianche di calcite, rari ammassi di quarzo e, a volte, zone verdi di serpentino. La colorazione rossa prevalente è dovuta all'ematite.
Il peculiare aspetto cromatico e le caratteristiche di lucidabilità e durabilità del materiale ne hanno determinato la fortuna merceologica.

## Storia
L'estrazione del marmo rosso nelle ampie cave a cielo aperto diffuse lungo la riviera spezzina, è molto antica, come attesta il ritrovamento di alcuni manufatti funerari etruschi realizzati con questo materiale. La massima produzione era concentrata tra i comuni di Framura, Bonassola e Levanto. 
L'attività estrattiva, che ha avuto il suo picco tra la fine del XIX secolo e i primi anni trenta, è attualmente molto limitata e concentrata in poche cave, sia a causa delle delicate condizioni ambientali dei siti di provenienza, che a causa dell'introduzione di litotipi simili nel mercato (come il "rosso Lepanto").

## Utilizzo
Il marmo rosso di Levanto è stato utilizzato, tra le altre, per le seguenti opere:
- la cattedrale di San Lorenzo di Genova;
- l'altare dell'arco della Vittoria di Genova;
- il pavimento del santuario di Nostra Signora della Guardia di Gavi;
- il pavimento del vestibolo d'onore della Palazzina Reale di Santa Maria Novella a Firenze;
- elementi decorativi nei giardini dello stabilimento balneare Principe di Piemonte a Viareggio;
- il pavimento della chiesa sul Sangue Versato a San Pietroburgo
- le lesene della Camera del Senato degli Stati Uniti a Washington;
- la hall dell’Empire State Building a New York